# Atlanti divízió (NHL)
Az Atlanti divízió egy csoport a National Hockey League keleti főcsoportjában. 1993-ban alakult. Az elődje a Patrick divízió volt. 8 csapat alkotja.

## Jelenlegi csapatok
- Boston Bruins
- Buffalo Sabres
- Detroit Red Wings
- Florida Panthers
- Montréal Canadiens
- Ottawa Senators
- Tampa Bay Lightning
- Toronto Maple Leafs

## A csapatok változása

### 1993–1998
- Florida Panthers
- New Jersey Devils
- New York Islanders
- New York Rangers
- Philadelphia Flyers
- Tampa Bay Lightning
- Washington Capitals

### Az 1992–1993-as szezon változásai
- Megalakul az atlanti divízió
- A New Jersey Devils, a New York Islanders, a New York Rangers, a Philadelphia Flyers, és a Washington Capitals átkerül ide a Patrick divízióból.
- A Tampa Bay Lightning csatlakozik a Norris divízióból.
- Megalakul a Florida Panthers

### Az 1997–1998-as változások
- A Florida Panthers, a Tampa Bay Lightning és a Washington Capitals átkerült a délkeleti divízióba
- A Pittsburgh Penguins csatlakozott az északkeleti divízióból.

### 1998–2013
- New Jersey Devils
- New York Islanders
- New York Rangers
- Philadelphia Flyers
- Pittsburgh Penguins

### 2013–jelenleg
2013 nyarán a Liga nagy döntést hozott és teljesen átrendezte a divíziók beosztását. Ebben a divízióból egyedül csak a Buffalo Sabres maradt meg, a többi csapat a világvárosi divízióba került. Az eddig 5 csapatos divízió kibővült 8-ra. Az alábbi csapatokat sorolták ide: Boston Bruins, Detroit Red Wings, Florida Panthers, Montréal Canadiens, Ottawa Senators, Tampa Bay Lightning, Toronto Maple Leafs

## Divízió bajnokok
- 1994—New York Rangers (52–24–8, 112 pont)
- 1995—Philadelphia Flyers (28–16–4, 60 pont)
- 1996—Philadelphia Flyers (45–24–13, 103 pont)
- 1997—New Jersey Devils (45–23–14, 104 pont)
- 1998—New Jersey Devils (48–23–11, 107 pont)
- 1999—New Jersey Devils (47–24–11, 105 pont)
- 2000—Philadelphia Flyers (45–22–12–3, 105 pont)
- 2001—New Jersey Devils (48–19–12–3, 111 pont)
- 2002—Philadelphia Flyers (42–27–10–3, 97 pont)
- 2003—New Jersey Devils (46–20–10–6, 108 pont)
- 2004—Philadelphia Flyers (40–21–15–6, 101 pont)
- 2005—Nem volt szezon az NHL-lockout miatt
- 2006—New Jersey Devils (46–27–9, 101 pont)
- 2007—New Jersey Devils (49–24–9, 107 pont)
- 2008—Pittsburgh Penguins (47–27–8, 102 pont)
- 2009—New Jersey Devils (51–27–4, 106 pont)
- 2010—New Jersey Devils (48–27–7, 103 pont)
- 2011—Philadelphia Flyers (47–23–12, 106 pont)
- 2012—New York Rangers (51–24–7, 109 pont)
- 2013—Pittsburgh Penguins (36–12–0, 72 pont)
- 2014—Boston Bruins (54–19–9, 117 pont)
- 2015—Montréal Canadiens (50–22–10, 110 pont)
- 2016—Florida Panthers (47–26–9, 103 pont)

## Divízió eredmények
| Szezon    | 1.                                                 | 2.                                                 | 3.                                                 | 4.                                                 | 5.                                                 | 6.                                                 | 7.                                                 | 8.                                                 |
| --------- | -------------------------------------------------- | -------------------------------------------------- | -------------------------------------------------- | -------------------------------------------------- | -------------------------------------------------- | -------------------------------------------------- | -------------------------------------------------- | -------------------------------------------------- |
| 1993–1994 | NY Rangers (112)                                   | New Jersey (106)                                   | Washington (88)                                    | NY Islanders (84)                                  | Florida (83)                                       | Philadelphia (80)                                  | Tampa Bay (71)                                     |                                                    |
| 1994–1995 | Philadelphia (60)                                  | New Jersey (52)                                    | Washington (52)                                    | NY Rangers (47)                                    | Florida (46)                                       | Tampa Bay (37)                                     | NY Islanders (35)                                  |                                                    |
| 1995–1996 | Philadelphia (103)                                 | NY Rangers (96)                                    | Florida (92)                                       | Washington (89)                                    | Tampa Bay (88)                                     | New Jersey (86)                                    | NY Islanders (54)                                  |                                                    |
| 1996–1997 | New Jersey (104)                                   | Philadelphia (103)                                 | Florida (89)                                       | NY Rangers (86)                                    | Washington (75)                                    | Tampa Bay (74)                                     | NY Islanders (70)                                  |                                                    |
| 1997–1998 | New Jersey (107)                                   | Philadelphia (95)                                  | Washington (92)                                    | NY Islanders (71)                                  | NY Rangers (68)                                    | Florida (63)                                       | Tampa Bay (44)                                     |                                                    |
| 1998–1999 | New Jersey (105)                                   | Philadelphia (93)                                  | Pittsburgh (90)                                    | NY Rangers (77)                                    | NY Islanders (58)                                  |                                                    |                                                    |                                                    |
| 1999–2000 | Philadelphia (105)                                 | New Jersey (103)                                   | Pittsburgh (88)                                    | NY Rangers (73)                                    | NY Islanders (58)                                  |                                                    |                                                    |                                                    |
| 2000–2001 | New Jersey (111)                                   | Philadelphia (100)                                 | Pittsburgh (96)                                    | NY Rangers (72)                                    | NY Islanders (52)                                  |                                                    |                                                    |                                                    |
| 2001–2002 | Philadelphia (97)                                  | NY Islanders (96)                                  | New Jersey (95)                                    | NY Rangers (80)                                    | Pittsburgh (69)                                    |                                                    |                                                    |                                                    |
| 2002–2003 | New Jersey (108)                                   | Philadelphia (107)                                 | NY Islanders (83)                                  | NY Rangers (78)                                    | Pittsburgh (65)                                    |                                                    |                                                    |                                                    |
| 2003–2004 | Philadelphia (101)                                 | New Jersey (100)                                   | NY Islanders (91)                                  | NY Rangers (69)                                    | Pittsburgh (58)                                    |                                                    |                                                    |                                                    |
| 2004–2005 | A szezon elmaradt a 2004–2005-ös NHL-lockout miatt | A szezon elmaradt a 2004–2005-ös NHL-lockout miatt | A szezon elmaradt a 2004–2005-ös NHL-lockout miatt | A szezon elmaradt a 2004–2005-ös NHL-lockout miatt | A szezon elmaradt a 2004–2005-ös NHL-lockout miatt | A szezon elmaradt a 2004–2005-ös NHL-lockout miatt | A szezon elmaradt a 2004–2005-ös NHL-lockout miatt | A szezon elmaradt a 2004–2005-ös NHL-lockout miatt |
| 2005–2006 | New Jersey (101)                                   | Philadelphia (101)                                 | NY Rangers (100)                                   | NY Islanders (78)                                  | Pittsburgh (58)                                    |                                                    |                                                    |                                                    |
| 2006–2007 | New Jersey (107)                                   | Pittsburgh (105)                                   | NY Rangers (94)                                    | NY Islanders (92)                                  | Philadelphia (56)                                  |                                                    |                                                    |                                                    |
| 2007–2008 | Pittsburgh (102)                                   | New Jersey (99)                                    | NY Rangers (97)                                    | Philadelphia (95)                                  | NY Islanders (79)                                  |                                                    |                                                    |                                                    |
| 2008–2009 | New Jersey (106)                                   | Pittsburgh (99)                                    | Philadelphia (99)                                  | NY Rangers (95)                                    | NY Islanders (61)                                  |                                                    |                                                    |                                                    |
| 2009–2010 | New Jersey (103)                                   | Pittsburgh (101)                                   | Philadelphia (88)                                  | NY Rangers (87)                                    | NY Islanders (79)                                  |                                                    |                                                    |                                                    |
| 2010–2011 | Philadelphia (106)                                 | Pittsburgh (106)                                   | NY Rangers (93)                                    | New Jersey (81)                                    | NY Islanders (73)                                  |                                                    |                                                    |                                                    |
| 2011–2012 | NY Rangers (109)                                   | Pittsburgh (108)                                   | Philadelphia (103)                                 | New Jersey (102)                                   | NY Islanders (79)                                  |                                                    |                                                    |                                                    |
| 2012–2013 | Pittsburgh (72)                                    | NY Rangers (56)                                    | NY Islanders (55)                                  | Philadelphia (49)                                  | New Jersey (48)                                    |                                                    |                                                    |                                                    |
| 2013–2014 | Boston (117)                                       | Tampa Bay (101)                                    | Montréal (100)                                     | Detroit (93)                                       | Ottawa (88)                                        | Toronto (84)                                       | Florida (66)                                       | Buffalo (52)                                       |
| 2014–2015 | Montéal (110)                                      | Tampa Bay (108)                                    | Detroit (100)                                      | Ottawa (99)                                        | Boston (96)                                        | Florida (91)                                       | Toronto (58)                                       | Buffalo (54)                                       |

## Stanley-kupagyőztesek
1. 1994 – New York Rangers
2. 1995 – New Jersey Devils
3. 2000 – New Jersey Devils
4. 2003 – New Jersey Devils
5. 2009 – Pittsburgh Penguins

## Elnöki trófeagyőztesek
1. 1994 – New York Rangers
2. 2014 – Boston Bruins

## Divízió győzelmek száma
| Csapat              | # | Utolsó |
| ------------------- | - | ------ |
| New Jersey Devils   | 9 | 2010   |
| Philadelphia Flyers | 6 | 2011   |
| Pittsburgh Penguins | 2 | 2013   |
| New York Rangers    | 2 | 2012   |
| Boston Bruins       | 1 | 2014   |
| Montréal Canadiens  | 1 | 2015   |
| Florida Panthers    | 1 | 2016   |
| Buffalo Sabres      | 0 |        |
| Detroit Red Wings   | 0 |        |
| New York Islanders  | 0 |        |
| Ottawa Senators     | 0 |        |
| Tampa Bay Lightning | 0 |        |
| Toronto Maple Leafs | 0 |        |